# Hisao Dōmoto
Pour les articles homonymes, voir Dōmoto.
Hisao Dōmoto (堂本 尚郎, Dōmoto Hisao), né le 2 mars 1928 à Kyoto (Japon) et mort le 4 octobre 2013, est un artiste peintre japonais de yō-ga au cours de l'ère Shōwa et au début de l'ère Heisei.

#### Photos
- Dōmoto: "Chartres am Sonntag", 1952/1954
- Dōmoto: "Auflösung der Serie", 1962
- Dōmoto: "Planet B", 1972